# Са (буква старомонгольского алфавита)

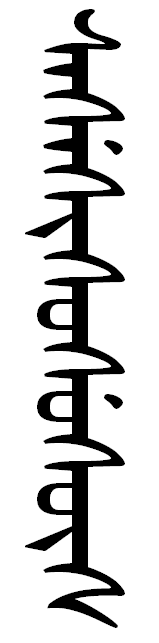
"Са-сэ-си-со-су-суус"

Хэргэни са — буква старомонгольской и маньчжурской письменности, обозначает  глухой альвеолярный сибилянт /s/. Пишется одинаково и в монгольском, и в маньчжурском. В силлобарии Чжуван чжувэ 7-й раздел состоит из слогов имеющих С-финаль. Для транскрипции китайского языка в группе тулэрги хэргэнь есть дополнительный слог Сы.

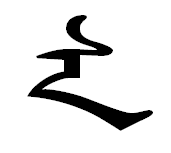
Са
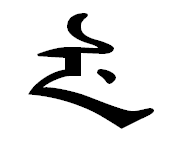
Сэ
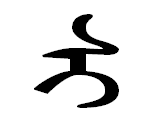
Си

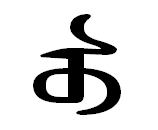
Со
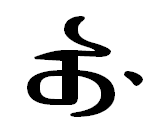
Су
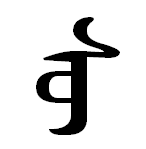
Суу